# 센트럴 시크 사원

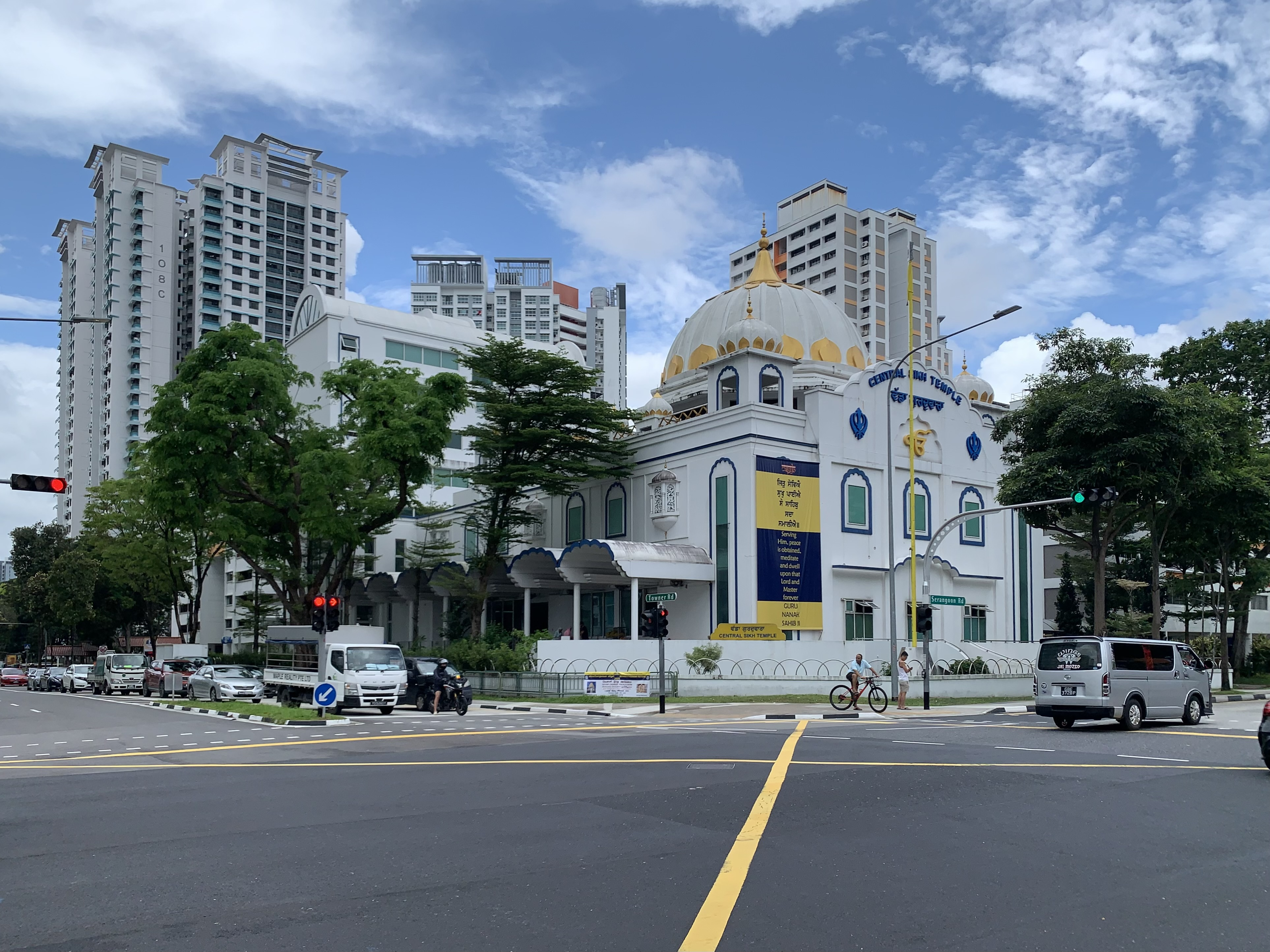

센트럴 시크 사원(Central Sikh Temple)은 싱가포르의 초대 시크(Sikhs) 구루드와라이다. 1912년 설립되었다.
센트럴 시크 사원은 시크교 초대 구루(敎父)인 나낙의 518회 기념일을 축하하기 위해 세워진 시크사원이다. 현대의 건축양식과 과거의 건축양식이 절묘하게 조화를 이루고 있는 건축물로, 싱가포르에 있는 15,000명의 시크교도들의 종교적인 지주이며 특히 소중한 그란트 사히브(Granth Sahib) 경전을 소장하고 있다. 이 경전은 13m나 되는 돔지붕의 기도실에 비치되어 있다. 이 사원은 1986년 SIA건축 디자인상을 수상한 바 있다.

## 같이 보기
- 싱가포르의 종교